# Tadeusz Fabiani
Tadeusz Fabiani (ur. 4 kwietnia 1907, zm. 20 lub 21 czerwca 1940 w Palmirach) – polski prawnik, działacz akademicki, polityk ruchu narodowego w okresie międzywojennym, ofiara zbrodni w Palmirach.

## Życiorys
Syn Wacława i Matyldy z domu Wasiewicz. Po egzaminie dojrzałości (Gimnazjum Państwowe im. Adama Mickiewicza w 1925) studiował prawo na Uniwersytecie Warszawskim (1925-1929), zasiadał w samorządzie studenckim, gdzie był sekretarzem generalnym Naczelnego Komitetu Akademickiego, a od 1932 – jego prezesem. Równocześnie był członkiem przedwojennych organizacji studenckich – Konfederacji Akademickiej „Filarecja” oraz Sodalicji Mariańskiej. W 1930 został redaktorem naczelnym periodyku „Prawo” oraz prezesem Rady Konstytucyjnej Bratniej Pomocy Studentów Uniwersytetu Warszawskiego.
Po zakończeniu studiów znalazł pracę jako adwokat, angażując się jednocześnie w działalność polityczną w ramach ruchu narodowego. Od 1934 był członkiem Obozu Narodowo-Radykalnego (już wcześniej był działaczem Młodzieży Wszechpolskiej i Obozu Wielkiej Polski). W 1934 rozplanował Pielgrzymkę Akademicką do Częstochowy, a w 1936 kierował akademickim Komitetem Ślubowań Jasnogórskich. Na początku marca 1938 został wybrany wiceprezesem zarządu Zjednoczenia Polskich Prawników Katolików.
Podczas niemieckiej okupacji był aktywny w konspiracyjnym Związku Jaszczurczym. Został aresztowany przez Niemców 30 marca 1940 i był więziony na Pawiaku. Został rozstrzelany w masowej egzekucji 20 lub 21 czerwca 1940.
Cioteczny dziadek Marka Jana Chodakiewicza. Od 1932 był w związku małżeńskim z Haliną Cieszewską. Mieli dwoje dzieci: Mariusza (1933) oraz Bożennę (1939).